# Фриц Хабер
Фриц Хабер (Бреслау, 9. децембар 1868 — Базел, 29. јануар 1934) је био немачки хемичар. Добитник је Нобелове награде за хемију 1918. за синтезу амонијака, што је било значајно за вештачка ђубрива и експлозиве. Сматра се „оцем хемијског рата“, јер је развио хлор и друге бојне отрове током Првог светског рата. Иако је помогао немачкој ратној машинерији, због јеврејског порекла је био присиљен да 1933. емигрира из Немачке. Многи његови рођаци су страдали у немачким концентрационим логорима. Део њих и од његовог изума циклона Б.
Хабер је називан једним од најважнијих научника у људској историји и вероватно највећим индустријским хемичарем који је икада живео.

## Биографија
Рођен је у Бреслау у Немачкој у јеврејској породици.‍:38 Мајка му је умрла при породу. Отац му је био истакнути трговац.‍:3–5
Хабер је био син Зигфрида и Пауле Хабер, који су били први рођаци који су се венчали упркос знатном противљењу њихових породица. Хаберов отац Зигфрид био је познати трговац у граду, који је основао сопствени бизнис у производњи пигмената за бојење, фарби и лекова.‍:6 Паула је доживела тешку трудноћу и умрла је три недеље након Фрицовог рођења, остављајући Зигфрида пораженог и Фрица на чувању разних тетака.‍:11 Када је Хабер имао око шест година, Зигфрид се поново оженио Хедвигом Хамбургер. Зигфрид и његова друга жена имали су три ћерке; Елсу, Хелен и Фриду. Иако је његов однос са оцем био дистанциран и често тежак због тога што је Фриц био повезан са смрћу његове прве жене, Хабер је развио блиске односе са својом маћехом и полусестрама.‍:7 Зигфрид је показивао љубав и бригу за своје три ћерке, али никада није у потпуности прихватио Фрица као свог сина.
У време када је Фриц рођен, Хаберови су се у извесној мери асимилирали у немачко друштво. Он је похађао је основну школу у школи Јоханеум, „симултану школу“ отворену подједнако за католичке, протестантске и јеврејске ученике.‍:12 Са 11 година ишао је у класичну школу Свете Елизабете, у разреду равномерно подељеном између протестантских и јеврејских ученика.‍:14 Његова породица је подржавала јеврејску заједницу и наставила да поштује многе јеврејске традиције, али није била чврсто повезана са синагогом.‍:15 Хабер се снажно идентификовао као Немац, и у мањој мери као јеврејин.‍:15
Хабер је успешно положио испите у Гимназији Свете Елизабете у Бреславу у септембру 1886. године.‍:16 Иако је његов отац желео да буде шегрт у компанији боја, Хабер је добио очеву дозволу да студира хемију на Универзитету Фридрих Вилхелм у Берлину (данас Хумболтов универзитет у Берлину), са директором Института за хемију А. В. Хофманом.‍:17 Хабер је био разочаран својим почетним зимским семестром (1886–87) у Берлину и прешао је да похађа Универзитет у Хајделбергу током летњег семестра 1887, где је студирао код Роберта Бунзена.‍:18 Затим се вратио у Берлин, на Технички факултет у Шарлотенбургу (данас Технички универзитет у Берлину).‍:19
У лето 1889, Хабер је регрутован и напустио је универзитет да би обавио своју једногодишњу добровољачку службу у Шестом пољском артиљеријском пуку.‍:20 По завршетку, вратио се у Шарлотенбург где је постао ученик Карла Либермана. Поред Либерманових предавања о органској хемији, Хабер је присуствовао и предавањима Ота Вита о хемијској технологији боја.‍:21
Либерман је доделио Хаберу да ради на реакцијама са пипероналом за тему његове тезе, објављене као Ueber einige Derivate des Piperonals (О неколико пипероналних деривата) 1891. године. Хабер је докторирао са почастима на Универзитету Фридрих Вилхелм у мају 1891, након што је свој рад представио одбору испитивача са Универзитета у Берлину, пошто Шарлотенбург још није био акредитован за доделу доктората.‍:22
По окончању студија, Хабер се вратио у Бреслау да ради у хемијском послу свог оца, где су њихови односи и даље имали потешкоћа. Преко Зигфридових веза, Хаберу је додељен низ практичних обука у различитим хемијским компанијама како би стекао искуство. То укључује Grünwald and Company (дестилерију у Будимпешти), аустријску фабрику амонијака и натријума, и фабрику папира и целулозе Фелдмихл. Ова искуства су подстакла Хабера да научи више о техничким процесима и убедила његовог оца да му допусти да проведе семестар на Политехничком колеџу у Цириху (сада Швајцарски федерални институт за технологију), студирајући код Георга Ланџа.‍:27–29 У јесен 1892. Хабер се поново вратио у Бреслау да би радио у очевој компанији, али су њих двоје наставили да се сукобљавају и Зигфрид је коначно прихватио да не могу добро да раде заједно.‍:30–31
Хабер је у то време добио докторат из хемије, док је његов отац захтевао од њега да похађа рукописне курсеве и постане продавац како би сазнао више о компанији. Хабер је наговарао свог оца да пређе са природних на синтетичке боје, али је његов отац то одбио. Након дужег времена, његов отац је пратио глобалне пословне трендове и прешао на синтетичке боје. Хаберов следећи предлог је био да његов отац купи калцијум хипохлорит који је у то време био једини познати лек за колеру. Тренутна епидемија колере је на крају била изолована и то је имало за исход њихово поседовањее знатне количине неискоришћеног калцијум хипохлорита, који је нестабилан. Ово је изазвало раздор између Зигфрида и Хабера, при чему му је отац рекао да се врати на универзитетске студије, јер му није место у пословном свету.

## Хаберов процес добијања амонијака
Док је боравио у Карлсруеу од 1894. до 1911. он и Карл Бош развили су Хаберов процес, који је представљао каталитичко стварање амонијака од водоника и атмосферског азота у условима високе температуре и притиска. Хабер-Бошов процес је представљао прекретницу у хемијској индустрији, јер више није било потребно да се вештачка ђубрива и друге хемикалије производе од азотних производа, као што је била чилеанска шалитра. Новим поступком био је довољан атмосферски азот. Нови поступак је знатно смањио цену вештачких ђубрива и тиме повећао пољопривредну производњу.
Радио је и на добијању злата из морске воде, на ефектима адсорпције, електрохемије. Од 1911. до 1933. много је радио у институту у Берлин-Далему.

## Творац немачког хемијског оружја
Имао је велику улогу у развоју хемијског оружја за Први светски рат. Развио је и гас маске са апсорпционим филтрима. Предводио је и тим, који је развио хлор и друге смртоносне гасове за рововски рат. Хемијски рат је са друге стране предводио француски нобеловац Виктор Грињар. Супруга Фрица Хабера, Клара Имервар, пуцала је себи у груди на вечери, која је била у част Хаберовог личнога надгледања првога успешног кориштења хлора у бици код Ипра. Клара је умрла до следећег јутра, а он је то исто јутро отишао на источни фронт да надгледа испуштање гаса против Руса. Хабер је био патриотски Немац, који је био поносан на своју службу у Првом светском рату.
Утврдио је да излагање малим концентрацијама смртоносних гасова има исти ефекат као излагање великим концентрацијама кратко време. Формулисао је математички однос између концентрације гасова и времена изложености. Тај однос је постао познат као Хаберов закон. Хабер је бранио хемијски рат тврдећи да је смрт иста, ма којим средством се до ње дошло. Током 1920—их година научници, који су радили у његовом институту развили су цијанидни гас Циклон Б, који се користио као инсектицид, а касније се користио у немачким концентрационим логорима.

## Емиграција
Желео је да буде потпуно прихваћен у Немачкој као Немац. Покрстио се и престао да буде Јеврејин по вери. Помогао је немачке ратне напоре у Првом светском рату. Ипак био је присиљен да 1933. емигрира из Немачке. Није могао да схвати да његов огроман допринос немачкој ратној машинерији није био довољан. Преселио се у Кембриџ у Енглеској, где је боравио неколико месеци, па је онда отишао у Реховот у Палестини (данас Израел). Није се више нигде стално настанио. Умро је у Базелу 1934. Његова друга жена и деца су такође емигрирали. Многи његови рођаци су завршили у концентрационим логорима, у којима се навелико користио Хаберов гас Циклон Б.